# Drosophila novazonata
Drosophila novazonata este o specie de muște din genul Drosophila, familia Drosophilidae, descrisă de Gupta și Dwivedi în anul 1980. Conform Catalogue of Life specia Drosophila novazonata nu are subspecii cunoscute.